# Radioizotopowy generator termoelektryczny

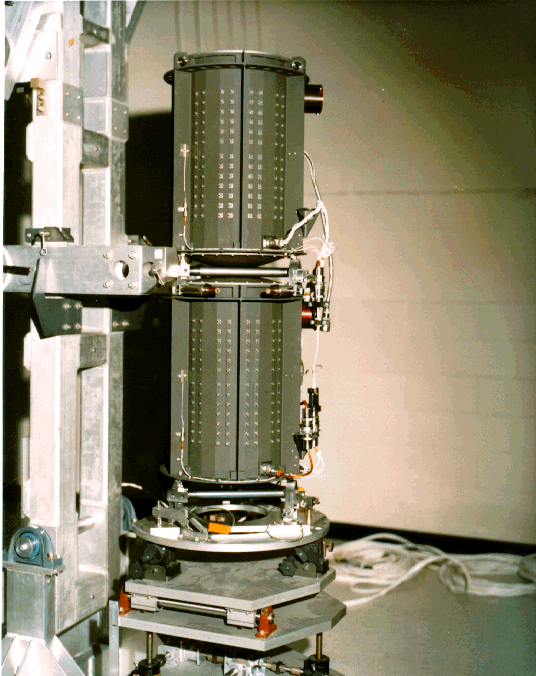
Radioizotopowa bateria termoelektryczna zastosowana w sondach Voyager

Radioizotopowy generator termoelektryczny, radioizotopowa bateria termoelektryczna (ang. radioisotope thermoelectric generator (ang. skr. RTG) (ros. Радиоизотопный термоэлектрический генератор skr. РИТЭГ) – generator prądu elektrycznego, w którym źródłem energii jest rozpad izotopu promieniotwórczego, a wydzielone w ten sposób ciepło zamieniane jest na energię elektryczną.
Radionuklidowe wytwornice termoelektryczne są wykorzystywane jako źródła energii w sondach kosmicznych i nieosłoniętych odległych obiektach, takich jak latarnie morskie zbudowane przez były Związek Radziecki wewnątrz koła podbiegunowego. Wytwornice radionuklidowe są zwykle najbardziej pożądanym źródłem zasilania w nieobsługiwanych urządzeniach, które potrzebują kilkuset lub mniej watów energii na długi czas, wówczas użycie ogniw paliwowych, akumulatorów lub generatorów, jest nieekonomiczne, oraz w miejscach, gdzie ogniwa słoneczne nie są praktyczne. Bezpieczne stosowanie generatora wymaga przechowywania izotopów promieniotwórczych długo po produktywnym okresie użytkowania urządzenia. Koszt systemu ogranicza ich stosowanie do niszowych zastosowań w ekstremalnych sytuacjach.

## Zasada działania
Materiał radioaktywny (paliwo) jest umieszczony w pojemniku do którego wprowadzone jest jedno złącze termopary. Drugie złącze termopary wprowadzone jest do czynnika chłodzącego (np. przyłączone do radiatora). Rozpad radioaktywny uwalnia energię, która w wyniku zderzeń zmienia się w energię termiczną ogrzewającą jeden koniec termopary. Różnica temperatur między złączami, w wyniku efektu Seebecka, wywołuje siłę elektromotoryczną i przepływ prądu. Większe różnice temperatur powodują wytworzenie większej mocy.
Generatora nie należy mylić z baterią jądrową mającą odmienne działanie, mimo że energia w obu przypadkach pochodzi z rozpadów promieniotwórczych.

## Paliwo
Materiał radioaktywny używany w generatorze musi spełniać kilka warunków:
- Postępujący rozpad radioaktywny paliwa zmniejsza ilość paliwa powodując zmniejszanie ilości wydzielanego ciepła. Stąd czas połowicznego rozpadu musi być na tyle długi, aby moc generatora nie malała szybko wraz z upływem czasu. Jednocześnie nie może być zbyt długi, gdyż liczba rozpadów w jednostce czasu będzie mała.
- Do zastosowań kosmicznych paliwo musi być wydajne w stosunku do swojej masy i objętości.
- Paliwo nie powinno emitować promieniowania o wysokiej przenikliwości wymagających dodatkowych osłon (ekranów ochronnych) jak promieniowanie gamma czy promienie X. Promieniowanie β jest również niekorzystne, gdyż może powodować emisję promieniowania poprzez promieniowanie hamowania. W tym przypadku, optymalnymi są izotopy emitujące cząstki α.
- Produkty rozpadu są także często promieniotwórcze i powinny spełniać wszystkie powyższe założenia.

Te warunki ograniczają liczbę potencjalnych izotopów do 30. Najczęściej są stosowane 238Pu, 244Cm i 90Sr. Poza tym używane są 210Po, 147Pm, 137Cs, 144Ce, 106Ru, 60Co, 242Cm oraz izotopy tulu. Spośród wymienionych pluton-238 ma najdłuższy czas połowicznego rozpadu (87,7 lat), stosunkowo wysoką wydajność i najniższe wymagania co do osłon. Tylko trzy izotopy spełniają kryterium niskiej radiacji beta i gamma, potrzebują osłon ołowiowych grubości kilku cm. Pluton-238 wymaga osłony grubości jedynie kilku mm lub wcale (wystarcza po prostu osłona całej baterii).
Z tych powodów pluton jest najczęściej używanym izotopem w baterii. W instalacjach naziemnych Związek Radziecki używał strontu-90, który ma krótszy czas rozpadu (29 lat), niższą wydajność i emituje promieniowanie beta, ale jest dużo tańszy. Używany w pierwszych konstrukcjach polon-210 posiada ogromną wydajność (140 W ciepła/g), ale ma bardzo krótki czas rozpadu (139 dni) i emituje promieniowanie gamma.
Izotop 241Am był również testowany. Jego okres rozpadu wynosi 432 lata, więc teoretycznie może zasilać baterię przez setki lat. Jednak jego wydajność to około 1/4 wydajności plutonu-238, a poza tym emituje więcej promieniowania gamma. Pod względem wymagań ekranowania (potrzebuje ekranów ołowianych grubości około 2 cm) stawia go to na drugim miejscu po plutonie-238.

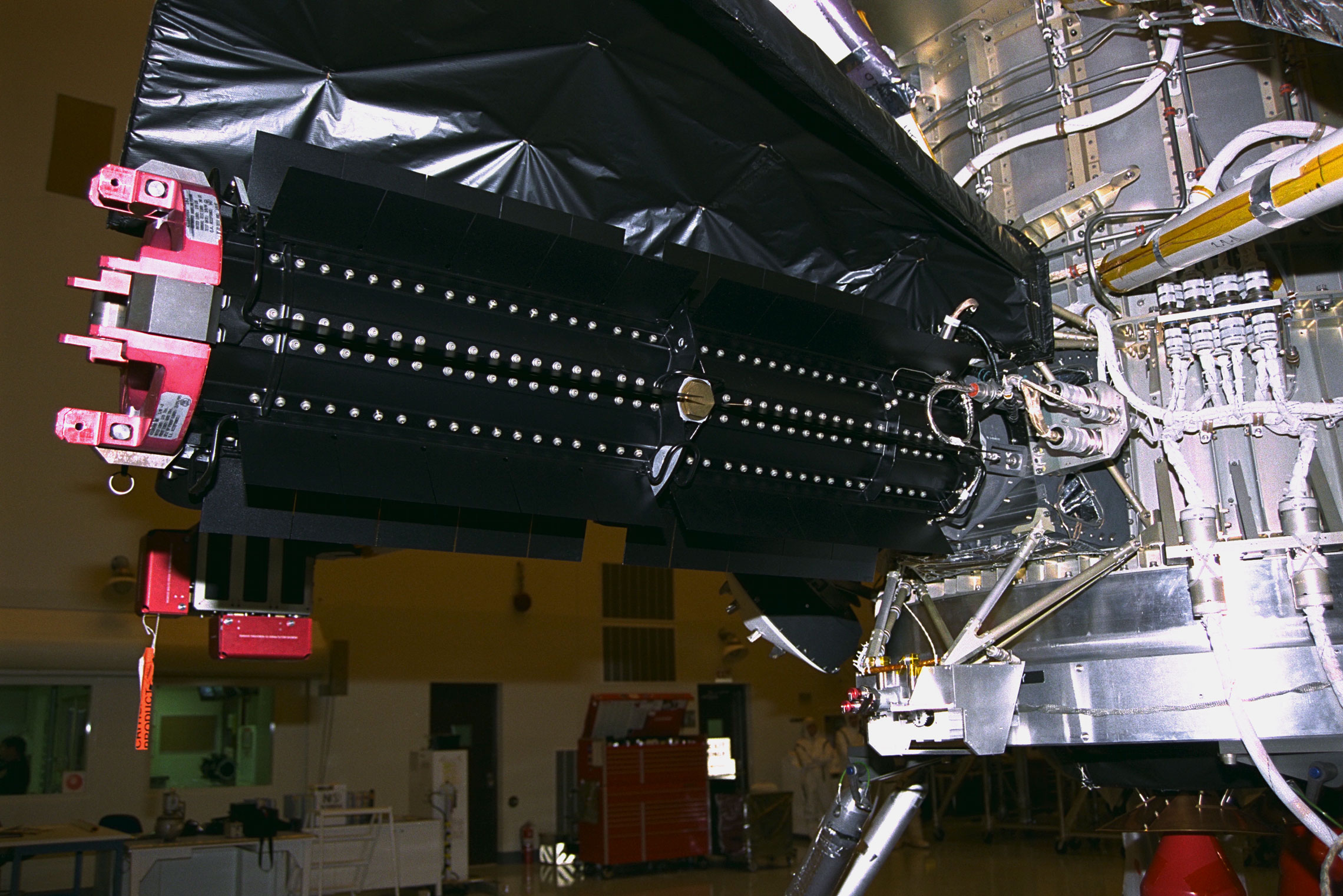
Wytwornica w sondzie Cassini-Huygens

## Użycie
Badania nad takimi systemami energetycznymi prowadzono już w latach 60 XX w. w takich krajach jak USA (SNAP, NUMEC), ZSRR (BETA), Wielka Brytania (RIPPLE), Francja (GISETE - moc 24W, napięcie 24V, 90 kg strontu; MARGUERITE) czy Niemcy (BOLKOW). Stany Zjednoczone Ameryki użyły po raz pierwszy RTG w satelicie nawigacyjnym Transit 4A w 1961 roku. Użyty radioizotopowy generator termoelektryczny oznaczony SNAP-3B użyty jako eksperymentalne dodatkowe źródło energii, oprócz paneli słonecznych, wytwarzał energię elektryczną o mocy 2,7 W. Jako źródła ciepła użyto 238Pu wydzielający moc cieplną około 52,5 W. Energię cieplną na elektryczną przetwarzało 27, połączonych szeregowo termopar typu PbTe z domieszkowaniem złączy. Gorące złącze miało temperaturę około 783 K a zimne  około 366 K.
Takie systemy są używane przede wszystkim na statkach kosmicznych, szczególnie tych, które podróżują na tyle daleko od Słońca, że baterie słoneczne nie spełniają swego zadania. Stąd zostały użyte w sondach Pioneer 10, Pioneer 11, Voyager 1, Voyager 2, Galileo, Ulysses, Cassini-Huygens, New Horizons, Viking i misjach programu Apollo 12-17.
Związek Socjalistycznych Republik Radzieckich wyprodukował także wiele bezzałogowych latarni morskich i boi nawigacyjnych zasilanych tego typu bateriami.
Miniaturowe wersje baterii były też stosowane w rozrusznikach serca.

## Czas życia
Najbardziej popularny 238Pu ma czas rozpadu 87,7 lat. Stąd bateria używająca tego izotopu traci około 1-0,51/87,7 = 0,787% mocy na rok. 23 lata po wyprodukowaniu taka bateria będzie miała 0,523/87,7 = 0,834 początkowej mocy. Tak więc moc 470 W po 23 latach osłabnie do 0,834 * 470 W = 392 W. Dodatkowo, w miarę upływu czasu, termopary także się degenerują. Na początku 2001 roku moc produkowana przez radioizotopową wytwornicę w sondzie Voyager 1 spadła do 315 W, a w Voyager 2 do 319 W. Oznacza to, że sprawność termopar spadła do 80% początkowego poziomu.

## Zagrożenia
W wytwornicy nie zachodzą reakcje łańcuchowe (jak w reaktorach jądrowych), więc nie ma niebezpieczeństwa wybuchu, ani stopienia paliwa. Paliwo jest zużywane, a tym samym wytwarzana energia, w znanym i niezależnym od czynników zewnętrznych tempie.
Nie oznacza to, że baterie są całkowicie bezpieczne. Zawsze istnieje możliwość skażenia radioaktywnego w przypadku rozszczelnienia pojemnika paliwa. Problem jest szczególnie istotny w przypadku wynoszenia na orbitę pojazdów kosmicznych zawierających takie baterie.
Znane jest pięć wypadków związanych z użyciem tej wytwornicy. Pierwsze dwa związane są z nieudanymi próbami wystrzelenia amerykańskich satelitów Transit i Nimbus. Dwa następne to nieudane radzieckie misje serii Kosmos (pojazdy księżycowe miały zasilanie tego typu). Wreszcie misja Apollo 13, w której moduł księżycowy spłonął w atmosferze nad Fidżi. Sama bateria jednak ocalała i wpadła do Pacyfiku koło Tonga. Późniejsze badania nie stwierdziły jednak zwiększonej radioaktywności w tym regionie.
W celu minimalizacji zagrożeń paliwo jest przechowywane w mniejszych, ceramicznych kapsułach co uniemożliwia jego parowanie. Całość otoczona jest irydem i blokami grafitu. Wszystkie te materiały są odporne na korozję i podwyższoną temperaturę.
Problem z urządzeniami naziemnymi jest związany przede wszystkim z radzieckimi bojami nawigacyjnymi i latarniami morskimi. Brak nadzoru powodował wycieki paliwa i kradzieże części. W dodatku niektóre z tych obiektów trudno odnaleźć z powodu braku lub utraty informacji dotyczących ich położenia.
Stosowanie baterii w rozrusznikach serca stwarza pewne zagrożenie w przypadku kremacji po śmierci właściciela bez wcześniejszego usunięcia baterii z ciała. Dlatego też obecne rozruszniki są zasilane bateriami wykonanymi w innych technologiach.
Pluton-238 ma mały przekrój czynny na rozszczepienie w wywołane neutronami termicznymi (16,6 barnów), w porównaniu przekrój czynny pluton-239 wynosi 747 b. Duży udział 238Pu zmniejsza rozszczepialność, a ciepło wydzielane w wyniku rozpadów promieniotwórczych spowoduje wyparowanie plutonu zanim uzyska on masę krytyczną. Za materiał rozszczepialny uznaje się mieszaninę tych izotopów plutonu, jeśli zawiera mniej niż 20% 238Pu.
Jeśli chodzi o ewentualne skutki kradzieży plutonu-238, to nie nadaje się on do wytworzenia bomby atomowej. Dodatkowo jest to materiał gorący i radioaktywny, co znacznie utrudnia z nim prace.
2 grudnia 2001 roku w Gruzji doszło do wypadku radiologicznego w Lia, w którym ucierpiały trzy osoby. Znalazły one dwa porzucone, nieoznakowane źródła promieniowania, którymi okazały się radzieckie generatory termoelektryczne Beta-M, wykorzystywane wcześniej do zasilania nadajników radiowych na odludnych terenach w pobliżu Zapory Inguri. Osoby te postanowiły wykorzystać znalezione, nieznane im wówczas przedmioty, do ogrzania zakładanego przez nie obozu (z racji zauważenia, że aparaty nie były pokryte śniegiem, jak i ziemia wokół nich). Spędzili oni noc w pobliżu źródeł zawierających izotop 90Sr, emitujacy promieniowanie hamowania o mocy dawki 1 Sv/h w odległości 1 m, co wywołało u nich chorobę popromienną, która dla jednej osoby zakończyła się śmiercią. Operację wywiezienia generatorów przeprowadzono 2–3 lutego 2002 roku.